# Сибирь. Атлас Азиатской России
«Сибирь. Атлас Азиатской России» — комплексное энциклопедическое издание по географии, геологии, истории, этнографии, экологии, экономике, культуре Сибири, и всей Азиатской России, также содержит информацию об Урале, Казахстане, Аляске, Монголии и др. Похоже, что написано про книгу, которая, однако, описана недостаточно, нет имени автора, нет места и года издания и др. мелочей. Если же кто-то знает, в какой книге описаны все эти комплексные географии с историями, добавьте сюда, пожалуйста. Чтобы люди знали.

## Описание
Атлас Сибири представляет собой справочно-энциклопедическое комплексное издание по географии, истории и культуре Сибири с древнейших времен до наших дней, включает сведения о природных условиях и ресурсах, истории, культуре, этнографии и экономике Азиатской части России. Впервые в отечественной науке целостно, системно и с максимальной полнотой Сибирь и вся Азиатская Россия представлены как единый и уникальный культурно-пространственный регион, дана информация и по её отдельным историко-культурным, экономическим, природным и административным областям.
В первом разделе показана уникальная природа Сибири, крупнейшие на планете девственные зоны, не тронутые индустриальной и иной деятельностью человека, беспрецедентное разнообразие флоры и фауны, заповедные места Алтая, Камчатки, Чукотки, Курил, Прибайкалья, Саян. Обрисованы экономические перспективы и социальное развитие Сибири, её место в общероссийском и мировом хозяйственном обороте, огромные богатства Сибири, её научный, человеческий, инфраструктурный потенциал.
Во втором подробно описана история Азиатской России, огромных пространств от Перми, Екатеринбурга, Челябинска, Оренбурга до Аляски, Курил, Владивостока, Ташкента и Афганистана. Впервые целостно и наглядно охарактеризовано такое культурно-историческое явление как центрально-азиатские степные империи, от державы хуннов до империи монголов и их наследников, их образ жизни, хозяйство, военное дело, мировоззрение.
В третьем рассмотрена этнография народов Сибири, дано первое полное описание всех сибирских народов, включая малые и малоизвестные. Описан их быт, культура, традиционное мировоззрение, мифология, национальный костюм, орнамент, фольклор, диалекты языка, происхождение и судьбы. А также религии азиатской России: христианство, буддизм, ислам, шаманизм, их распространение в Северной Азии и влияние на быт, культуру, традиционные представления, историю взаимоотношений местных и пришлых народов.
Атлас содержит более 400 карт, картосхем, планов, более 1000 иллюстраций.

## Награды
Ежегодный национальный конкурс «Книга года 2007» — почётная грамота в номинации «Книга года» за подготовку и издание фундаментального атласа «Сибирь. Атлас Азиатской России»

## Издания
- Н.Н. Аблажей, Ц.-Б.Б. Бадмажапов, Ф.Ф. Болонев, Ю.А. Веденин, М.Ю. Голубчиков, В.Н. Горлов, Е.И. Деревянко, С.Г. Кляшторный, Н.Н. Комедчиков, В.С. Кусов, Н.А. Месштыб, П.И. Пучков, В.С. Тикунов, Д.А. Функ. Сибирь. Атлас Азиатской России. — М.: Топ-книга, Феория, Дизайн. Информация. Картография, 2007. — 864 с. — ISBN 5-287-00413-3.
- Н. Н. Аблажей, Ц.-Б. Б. Бадмажапов, Ф. Ф. Болонев, Ю. А. Веденин, М. Ю. Голубчиков, В. Н. Горлов, Е. И. Деревянко, С. Г. Кляшторный, Н. Н. Комедчиков, В. С. Кусов, Н. А. Месштыб, П. И. Пучков, В. С. Тикунов, Д. А. Функ. Сибирь. Атлас Азиатской России. — М.: Топ-книга, Феория, Дизайн. Информация. Картография, 2007. — 664 с. — ISBN 5-287-00413-3.
- Н. Н. Аблажей, Ц.-Б. Б. Бадмажапов, Ф. Ф. Болонев, Ю. А. Веденин, М. Ю. Голубчиков, В. Н. Горлов, Е. И. Деревянко, С. Г. Кляшторный, Н. Н. Комедчиков, В. С. Кусов, Н. А. Месштыб, П. И. Пучков, В. С. Тикунов, Д. А. Функ. Сибирь. Атлас Азиатской России. — М.: Топ-книга, Дизайн. Информация. Картография, 2008. — 480 с. — ISBN 5-287-00413-3.